# Ramon Revilla jr.

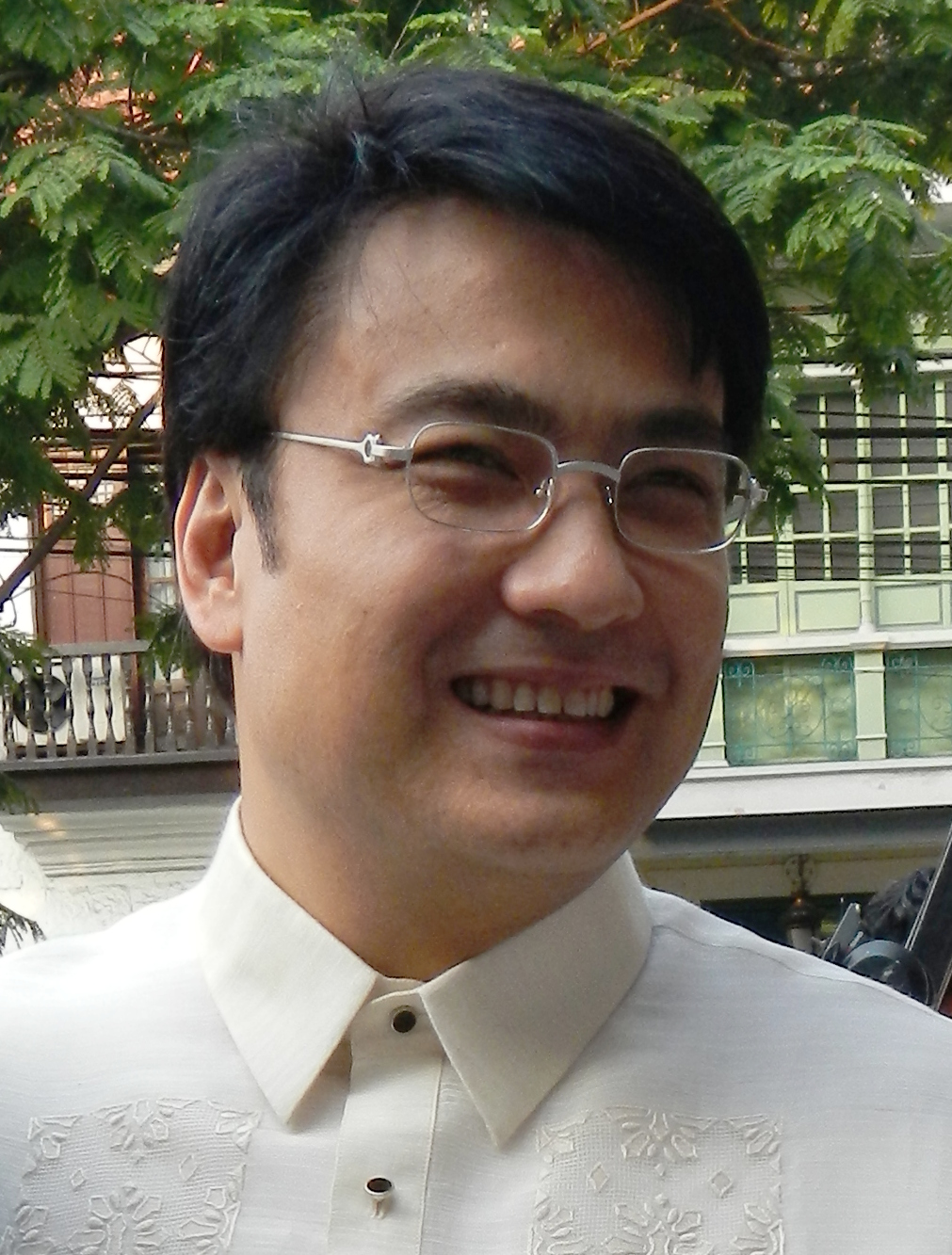
Bong Revilla

Ramon Revilla jr., ook wel "Bong Revilla", (Manilla, 25 september 1966) is een Filipijns acteur en politicus. In de jaren 80 en 90 van de 20e eeuw speelde Revilla jr. hoofdrollen in vele Filipijnse actiefilms. Halverwege de jaren negentig werd hij ook politiek actief en versloeg hij als "running mate" van Epimaco Velasco de Remullas in de verkiezingsstrijd om het gouverneurschap en vice-gouverneurschap van de provincie Cavite. Hij was van 1995 tot 1998 vicegouverneur van Cavite tot in februari 1998 Velasco benoemd werd minister van binnenlandse zaken en lokaal bestuur. De daaropvolgende verkiezingen van 1998 won hij de verkiezing als gouverneur van Cavite. Drie jaar later werd hij echter niet herkozen als gouverneur en ging hij weer werken als acteur. Bij de verkiezingen van 2004 werd Revilla gekozen als senator met een termijn tot 2010. 
Revilla jr. is sinds 1998 lid van Lakas-CMD.
Revilla jr. is getrouwd met Lani Mercado en samen hebben ze zes kinderen.